# Дикгоф-Деренталь Олександр Аркадійович
Олександр Аркадійович Дикгоф, барон. (псевдонім О. Деренталь 27 березня 1885, Томськ — 2 березня 1939, Москва) — діяч російського визвольного руху, есер. Передбачуваний вбивця Георгія Гапона. Письменник.

## Біографія
Олександр був родом із прибалтійських дворян. Студент Військово-медичної академії. Наприкінці 1905 року вступив у бойову дружину (одне з петербурзьких районних відділень партії есерів), на чолі якої стояв Петро Рутенберг. Передбачуваний свідок вбивства Георгія Гапона (за версією історика Б. В. Миколаївського). За версією Ст. Л. Бурцева, безпосередній убивця Гапона. У 1933 році у паризькому збірнику «Былое» Бурцев стверджував, що «це той самий Деренталь-Дикгоф, убивця Гапона, який затягував петлю на його шиї в Озерцях у 1906 році. Тоді він власноруч повісив Гапона за те, що той зв'язався з охоронцями, але у даний час він сам продався більшовикам із потрохами й зробився їхнім професійним агентом».
Потім була еміграція до Франції, де Дикгоф зайнявся літературою і публіцистикою. Через півтора року після вбивства Гапона, восени 1907 року, у журналі «Російське багатство» була опублікована його повість «В темну ніч», присвячена діяльності бойових дружин і замаху на вбивство студентами-терористами. Головний герой повісті Петро Варигін під час підготовки вбивства відчував сумніви у доцільності революційного терору.

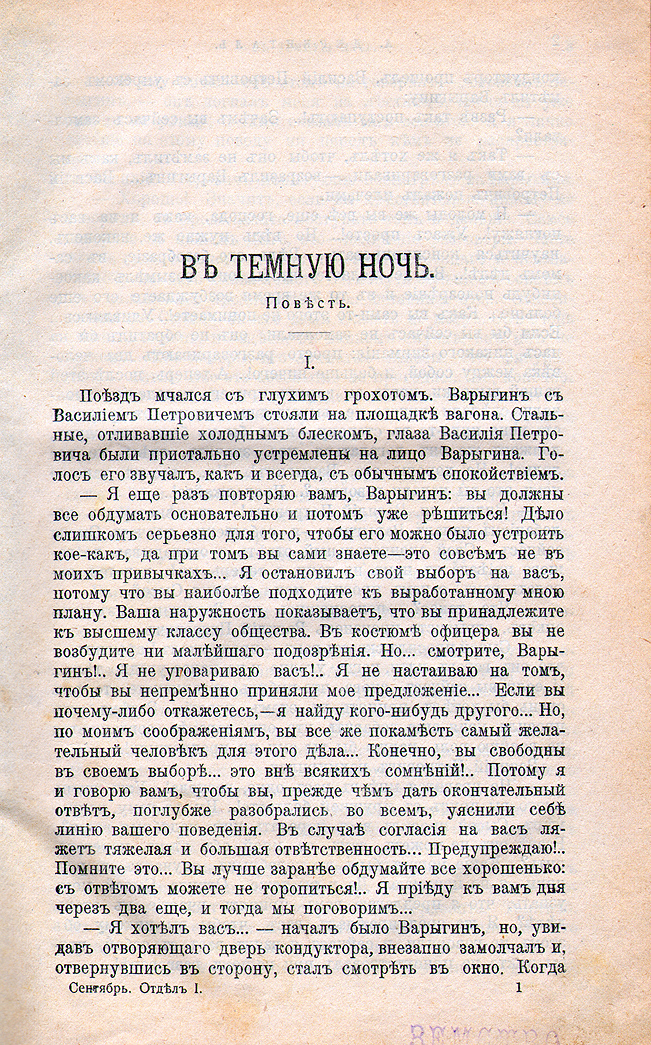
По гарячих слідах після вбивства Гапона була написана повість «В темну ніч», 1907

З 1910 року Дикгоф був кореспондентом газети «Русские ведомости», де публікував кореспонденції з Іспанії, Португалії, Марокко, Голландії, Сербії, Македонії, Болгарії з фракійського театру військових дій, друкувався в журналах «Заповіти» та «Вісник Європи».
Під час Першої світової війни вступив добровольцем у французьку армію. У 1917 році повернувся до Росії, з березня 1918 став найближчим помічником Бориса Савинкова, входив у керівництво Союзу захисту Батьківщини і Свободи. Дружина Дикгоф-Деренталя Емма (Любов) Юхимівна Сторе була одночасно коханкою Савинкова.
У 1920-1921 роках Дикгофи й Савинков жили у Польщі. Член Російського Політичного, потім Евакуаційного Комітету, 28 жовтня 1921 року, разом з Б. В. Савинковим, В. В. Уляницьким, А. К. Рудиним та  А. Р. Мягковим був депортований польською владою. Жив у Франції, де у 1922-1924 роках працював на заводі.
16 серпня 1924 року під час операції «Синдикат-2», що проводилась чекістами, Савинков, Дикгоф-Деренталь та його дружина перейшли польсько-радянський кордон й були заарештовані в Мінську. Дикгоф-Деренталю офіційно не пред'являлося звинувачення, а на процесі Савинкова він виступав як свідок. У листопаді 1925 він був звільнений з внутрішньої тюрми ОГПУ.
Працював у ВОКСі. Автор російського тексту оперети «Фіалка Монмартра» (1933, Ленінградський театр музичної комедії), оперети «Чарито» (1935, Московський театр оперети). 20 травня 1937 року засуджений до 5 років позбавлення волі. 2 березня 1939 року Військовою колегією ВС СРСР засуджений до розстрілу. У той же день був розстріляний на Колимі. Реабілітований тільки у 1997 році.

## Твори
- В темну ніч. — «Російське багатство», 1907, № 9-11.
- Що робиться на Балканах. Київ: Всерос. зем. союз, Кім. південно-зап. фронту. Изд. подотд., 1917.
- Силуети Жовтневого перевороту (Нарис) // Збірник «Пережите». 1917 — березень 1918. — М. — 1918.
- В наші дні: Збірник фейлетонів. Прага, 1922.
- Сінгапурська красуня. Повість. Берлін, Ольга Дьякова і Ко, 1923.